# Anomia ephippium
Anomia ephippium är en musselart som beskrevs av Carl von Linné 1758. Anomia ephippium ingår i släktet Anomia och familjen sadelostron. Inga underarter finns listade i Catalogue of Life.

Höger klaff
Vänster klaff

var. radiata, vänster klaff

Gul form
Orange form
Lila form

## Bildgalleri

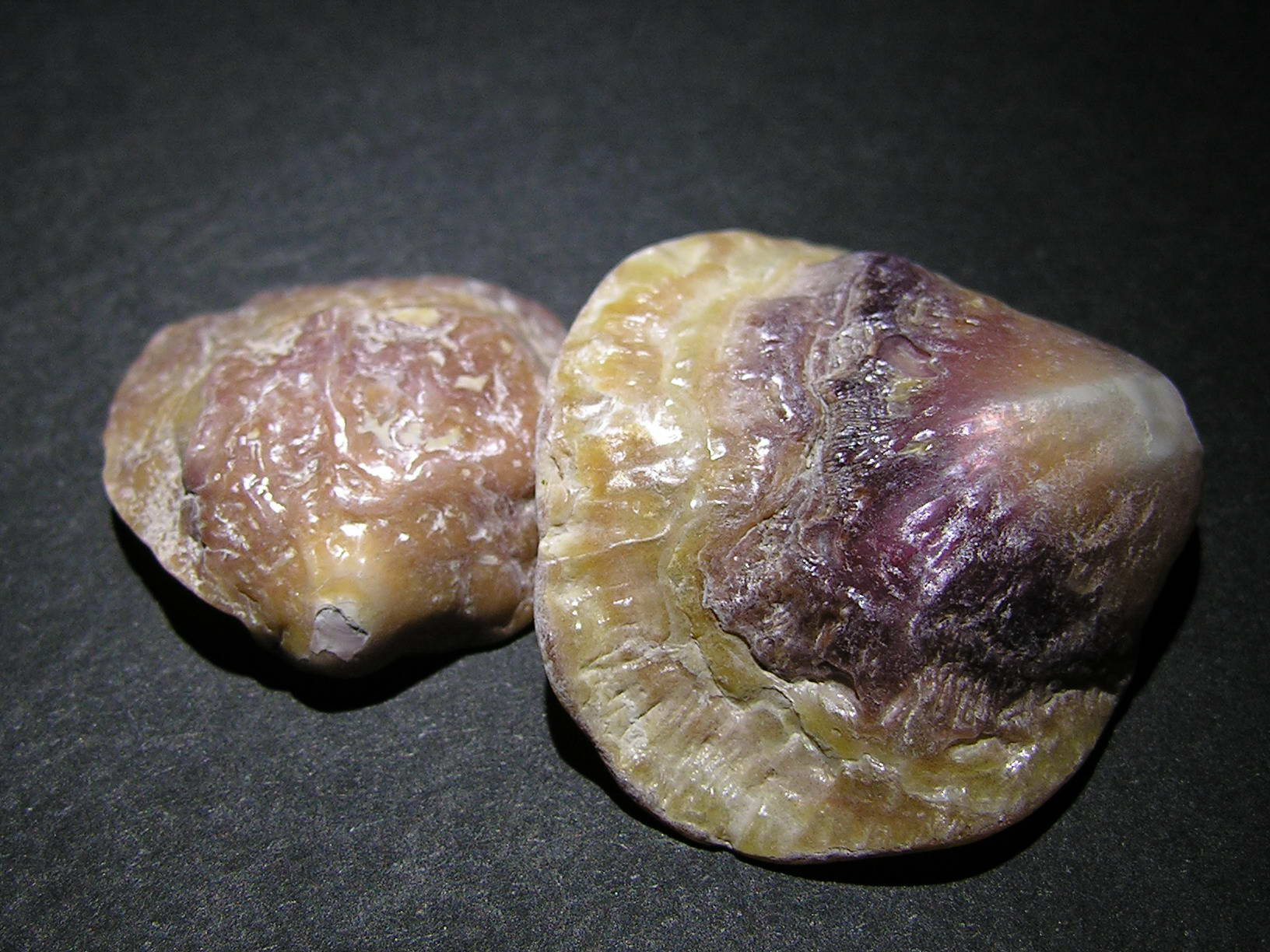
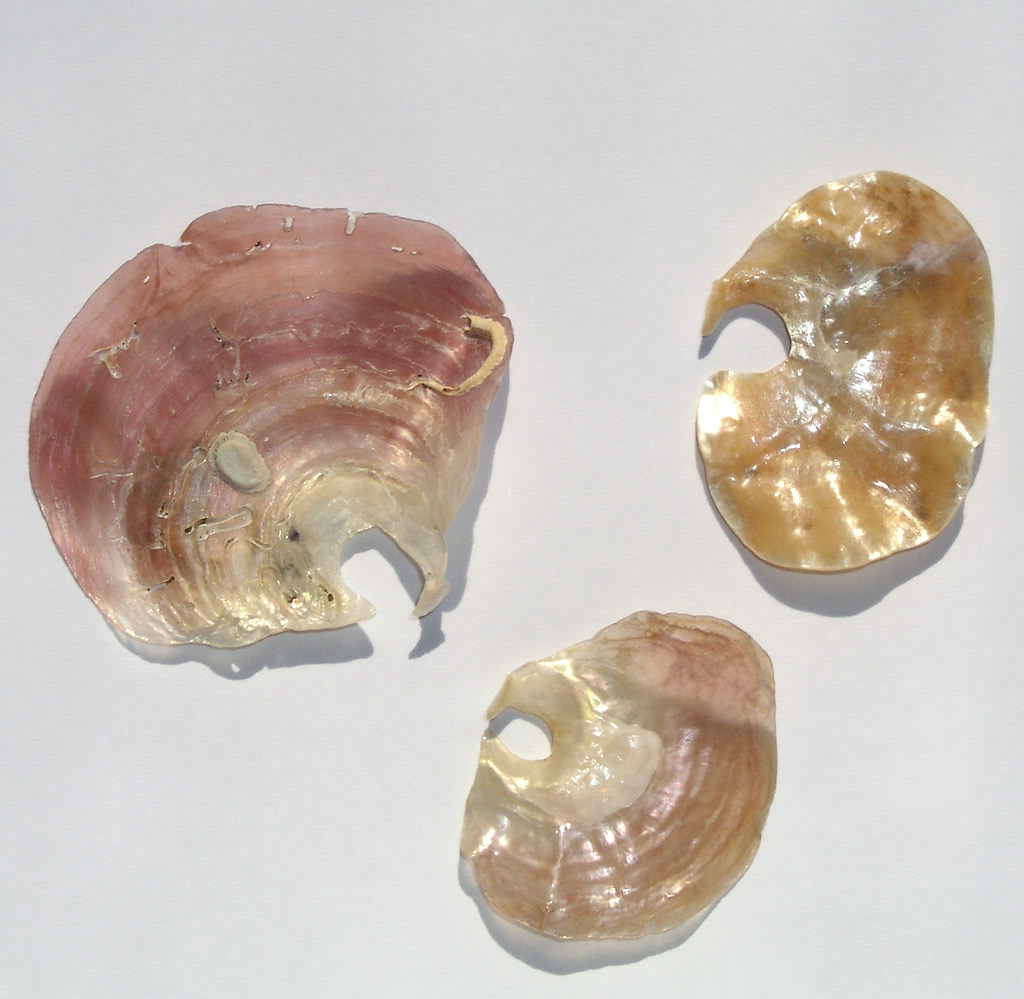